# 7e arrondissement de Marseille
Pour les articles homonymes, voir 7e arrondissement.
Le 7e arrondissement de Marseille est l'un des 16 arrondissements de Marseille. Il fait partie du premier secteur de Marseille.
Celui-ci fait partie des arrondissements les plus aisés de Marseille avec les 8e, 9e et 12e arrondissements.
Situé non loin du centre-ville de Marseille et baigné par la Méditerranée à l'ouest, il est bordé à l'est par le 6e et le 8e arrondissement.

## Quartiers

7e arrondissement de Marseille.

Il est divisé en 7 quartiers : Bompard, Endoume, Les Iles, Le Pharo, Le Roucas Blanc, Saint-Lambert et Saint-Victor.

## Transports
La ligne de métro la plus proche est celle du Vieux Port. L'arrondissement est desservi par quelques lignes de bus.

## Principaux Monuments
- L'Abbaye de Saint-Victor.
- Le Fort Saint-Nicolas.
- Le Palais du Pharo.
- Le Vallon des Auffes.
- Site archéologique de la carrière antique grecque de la Corderie

## Démographie
En 2022, l'arrondissement comptait 34 866 habitants.
| 1968   | 1975   | 1982   | 1990   | 1999   | 2006   | 2011   | 2016   | 2021   |
| ------ | ------ | ------ | ------ | ------ | ------ | ------ | ------ | ------ |
| 53 957 | 47 006 | 40 655 | 36 704 | 36 006 | 35 444 | 35 750 | 35 173 | 34 633 |

| 2022   | - | - | - | - | - | - | - | - |
| ------ | - | - | - | - | - | - | - | - |
| 34 866 | - | - | - | - | - | - | - | - |

### Population des quartiers du7earrondissementde Marseille
| quartier        | population 1990 | population 1999 | population 2006 |
| --------------- | --------------- | --------------- | --------------- |
| Bompard         | 4 300           | 4 188           | 4 153           |
| Endoume         | 5 788           | 5 658           | 5 504           |
| Les Iles        | 81              | 95              | 86              |
| Le Pharo        | 6 373           | 5 929           | 5 914           |
| Le Roucas Blanc | 4 087           | 4 030           | 3 762           |
| Saint-Lambert   | 9 120           | 9 400           | 9 173           |
| Saint-Victor    | 6 914           | 6 673           | 6 854           |
| Total           | 36 663          | 35 973          | 35 446          |

### Éducation et Formation par quartiers en 2006
| Quartier        | 15 ans et + non scolarisés | total sans diplômes | % sans diplômes | total au moins BAC+3 | % au moins BAC+3 |
| --------------- | -------------------------- | ------------------- | --------------- | -------------------- | ---------------- |
| Bompard         | 3 113                      | 385                 | 12,38 %         | 827                  | 26,56 %          |
| Endoume         | 4 407                      | 467                 | 10,59 %         | 1 333                | 30,24 %          |
| Les Iles        | 75                         | 16                  | 21,90 %         | 14                   | 19,31 %          |
| Le Pharo        | 4 749                      | 649                 | 13,67 %         | 843                  | 17,75 %          |
| Le Roucas-Blanc | 2 838                      | 237                 | 8,35 %          | 1 000                | 35,23 %          |
| Saint-Lambert   | 7 142                      | 1 050               | 14,71 %         | 1 339                | 18,74 %          |
| Saint-Victor    | 5 411                      | 846                 | 15,64 %         | 1 039                | 19,21 %          |
| Arrondissement  | 27 736                     | 3 651               | 13,16 %         | 6 395                | 23,06 %          |
| Total Marseille | 590 908                    | 149 305             | 25,27 %         | 79 435               | 13,44 %          |

### Taux de chômage par quartiers en 2006
| Quartier        | Population active | Nombre de chômeurs | Taux de chômage |
| --------------- | ----------------- | ------------------ | --------------- |
| Bompard         | 1 892             | 188                | 9,94 %          |
| Endoume         | 2 469             | 194                | 7,84 %          |
| Les Iles        | 28                | 3                  | 12,53 %         |
| Le Pharo        | 2 684             | 319                | 11,87 %         |
| Le Roucas-Blanc | 1 561             | 76                 | 4,85 %          |
| Saint-Lambert   | 4 414             | 507                | 11,48 %         |
| Saint-Victor    | 3 278             | 504                | 15,38 %         |
| Arrondissement  | 16 325            | 1 790              | 10,96 %         |
| Total Marseille | 352 855           | 64 330             | 18,23 %         |

### Les bénéficiaires de la couverture maladie universelle complémentaire (CMU-C) par quartiers
La CMU complémentaire (CMU-C) est une complémentaire santé gratuite qui prend en charge ce qui n'est pas couvert par les régimes d'assurance maladie obligatoire elle est attribuée sous condition de (faibles) ressources.
Bénéficiaires de la CMU-C par IRIS en 2008
| Quartier        | population couverte 2008 | bénéficiaires CMU-C 2008 | % bénéficiaires 2008 |
| --------------- | ------------------------ | ------------------------ | -------------------- |
| Bompard         | 3 177                    | 99                       | 3,12 %               |
| Endoume         | 4 053                    | 208                      | 5,13 %               |
| Les Iles        | 31                       | 0                        | 0,00 %               |
| Le Pharo        | 4 655                    | 377                      | 8,10 %               |
| Le Roucas-Blanc | 2 952                    | 105                      | 3,56 %               |
| Saint-Lambert   | 7 550                    | 737                      | 9,76 %               |
| Saint-Victor    | 5 537                    | 687                      | 12,41 %              |
| Arrondissement  | 27 955                   | 2 219                    | 7,94 %               |
| Total Marseille | 718 664                  | 132 156                  | 18,39 %              |

### Les Familles par quartiers en 2006
Familles monoparentales et familles de 4 enfants au 1er janvier 2006
| Quartier             | familles | dont monoparentales | % familles monoparentales | familles de 4 enfants et + | % familles 4 enfants et + |
| -------------------- | -------- | ------------------- | ------------------------- | -------------------------- | ------------------------- |
| Bompard              | 1 150    | 193                 | 16,80 %                   | 7                          | 0,62 %                    |
| Endoume              | 1 542    | 192                 | 12,47 %                   | 6                          | 0.41                      |
| Les Iles             | 24       | 5                   | 21,46 %                   | 0                          | 0,00 %                    |
| Le Pharo             | 1 470    | 318                 | 21,65 %                   | 15                         | 1,01 %                    |
| Le Roucas-Blanc      | 1 029    | 141                 | 13,74 %                   | 12                         | 1,16 %                    |
| Saint-Lambert        | 2 319    | 464                 | 20,01 %                   | 29                         | 1,23 %                    |
| Saint-Victor         | 1 642    | 333                 | 20,26 %                   | 10                         | 0,59 %                    |
| Total arrondissement | 9 177    | 1 647               | 17,95 %                   | 78                         | 0,85 %                    |
| Total Marseille      | 213 538  | 46 568              | 21,81 %                   | 8 414                      | 3,94 %                    |

### Logements par quartiers au 8/3/1999
| Quartier        | % locataires | % immeubles collectifs | % 4 pièces et plus |
| --------------- | ------------ | ---------------------- | ------------------ |
| Bompard         | 28,67 %      | 57,03 %                | 41,29 %            |
| Endoume         | 29,04 %      | 63,90 %                | 39,70 %            |
| Les Iles        | 60,00 %      | 88,33 %                | 1,67 %             |
| Le Pharo        | 56,85 %      | 98,81 %                | 25,25 %            |
| Le Roucas-Blanc | 19,23 %      | 47,40 %                | 55,09 %            |
| Saint-Lambert   | 47,07 %      | 87,04 %                | 20,49 %            |
| Saint-Victor    | 47,03 %      | 95,06 %                | 21,54 %            |
| Arrondissement  | 41,55 %      | 80,35 %                | 29,76 %            |
| Total Marseille | 51,73 %      | 82,86 %                | 38,21 %            |

### Population des quartiers par tranches d'âge au 8/3/1999
| Quartier        | % 0-19 ans | % 20-39 ans | % 40-59 ans | % 60-74 ans | % 75 ans et + |
| --------------- | ---------- | ----------- | ----------- | ----------- | ------------- |
| Bompard         | 19,08 %    | 23,73 %     | 27,39 %     | 17,31 %     | 12,49 %       |
| Endoume         | 17,36 %    | 24,25 %     | 28,33 %     | 17,21 %     | 12,85 %       |
| Les Iles        | 9,47 %     | 13,68 %     | 43,16 %     | 30,53 %     | 3,16 %        |
| Le Pharo        | 16,55 %    | 24,86 %     | 25,77 %     | 18,60 %     | 14,22 %       |
| Le Roucas-Blanc | 19,63 %    | 20,77 %     | 30,67 %     | 16,10 %     | 12,83 %       |
| Saint-Lambert   | 16,77 %    | 30,15 %     | 25,77 %     | 18,60 %     | 14,22 %       |
| Saint-Victor    | 15,68 %    | 30,15 %     | 25,21 %     | 15,38 %     | 13,59 %       |
| Arrondissement  | 17,19 %    | 26,51 %     | 26,85 %'    | 16,40 %     | 13,05 %       |
| Total Marseille | 23,16 %    | 28,67 %     | 24,84 %     | 14,18 %     | 9,16 %        |

## Économie

### Revenus de la population et fiscalité
En 2010, le revenu fiscal médian par ménage était de 27 562 €, ce qui plaçait le 7e arrondissement au 5e rang parmi les 16 arrondissements de Marseille.

## Résultats électoraux
| Scrutin             | Scrutin             | 1er tour | 1er tour | 1er tour | 1er tour | 1er tour | 1er tour | 1er tour | 1er tour | 1er tour | 1er tour | 1er tour | 1er tour | 2d tour | 2d tour | 2d tour | 2d tour | 2d tour | 2d tour |
| Scrutin             | Scrutin             | 1er      | 1er      | %        | 2e       | 2e       | %        | 3e       | 3e       | %        | 4e       | 4e       | %        | 1er     | 1er     | %       | 2e      | 2e      | %       |
| ------------------- | ------------------- | -------- | -------- | -------- | -------- | -------- | -------- | -------- | -------- | -------- | -------- | -------- | -------- | ------- | ------- | ------- | ------- | ------- | ------- |
| Présidentielle 2017 | Présidentielle 2017 |          | LR       | 27,50    |          | EM       | 23,67    |          | FN       | 19,17    |          | LFI      | 18,10    |         | EM      | 68,98   |         | FN      | 31,02   |
| Présidentielle 2022 | Présidentielle 2022 |          | LREM     | 30,55    |          | LFI      | 22,08    |          | RN       | 17,25    |          | REC      | 12,04    |         | LREM    | 66,12   |         | RN      | 33,88   |
| Législatives 2022   | 2e                  |          | LE-Nupes | 29,59    |          | LREM-Ens | 26,15    |          | LR       | 15,66    |          | RN       | 15,15    |         | LREM    | 56,56   |         | LE      | 43,44   |
| Législatives 2024   | 2e                  |          | PS-NFP   | 34,60    |          | RN       | 29,61    |          | Ren-Ens  | 25,56    |          | LR       | 6,81     |         | PS      | 58,90   |         | RN      | 41,10   |